# Ischiochaetus spinosus
Ischiochaetus spinosus är en tvåvingeart som beskrevs av Octave Parent 1933. Ischiochaetus spinosus ingår i släktet Ischiochaetus och familjen styltflugor. Inga underarter finns listade i Catalogue of Life.